# Туризам
Туризам представља чин путовања у циљу рекреације, као и прибављање услуга ради остваривања тог циља. Сама реч „туризам” потиче од енглеске речи tour, што у преводу значи „задовољство од путовања са задржавањем у различитим местима”. Туриста је особа која путује најмање осамдесет километара од места сталног боравка, како је то дефинисала Светска туристичка организација (део Уједињених нација) 
Свеобухватнија дефиниција би била да је туризам услужна индустрија, која се састоји од већег броја опипљивих и неопипљивих елемената. У опипљиве елементе спадају транспортни системи — ваздушни, железнички, путни, водени и у новије време, космички; услуге угоститељства — смештај, храна и пиће, обиласци, сувенири; и сродни сервиси као на пример банкарство, као и безбедност и сигурност. Најчешће елементе чине: одмор и релаксација, култура, авантура, нова и другачија искуства.

## Дефиниције туризма
Основу туризма као привредне делатности сачињавају: саобраћај, угоститељство, трговина на мало, путничке (туристичке) агенције, занатство и комуналне делатности. Туризам не постоји као самостална, независна привредна делатност већ га чине горенаведене делатности.
Основне карактеристике туризма су: разноврсност (хетерогеност), непроизводан карактер рада, сезонски карактер пословања, висок степен еластичности тражње и нееластичности понуде.
Постоје
Из разноликости приступа проистекла је и шароликост група у оквиру којих се могу систематизовати постојеће дефиниције туризма, као што су:
Постоје четири групе дефиниција:
1. Номиналистичке
2. Привредне
3. Статистичке
4. Универзалне

- номиналистичке:

Туризам је кретање у простору изван места сталног боравка у циљу упознавања нових ствари, људи и њиховог живота за време пролазног боравка у другом месту.
Туризам је појава кад нека особа путује и борави изван места свог сталног боравка и тамо се користи туристичком радиношћу.
Туризам, дакле, значи путовање у сврху забаве, одмора, здравља, уживања у природи, из радозналости да се виде нови крајеви и људи, из спорта итд..
- привредне:

Туризам се може дефинисати као део националне економије који снабдева туристе који посећују локалитете изван свог сталног места боравка где живе и раде.
- статистичке:

Порекло статистичких дефиниција се жели доћи до таквог одређења појма и суштине туризма који омогућава пуни обухват и прецизну евиденцију туристичког промета (број туриста и њихова ноћења) и разноврсне туристичке потрошње која се реализује у бројним привредним и непривредним секторима.
- универзалне:

Туризам је скуп односа и појава насталих приликом путовања и боравка странаца у неком месту, уколико тај боравак не значи стално настањивање и није везан за стицање зараде.— Курт Крапф и Валтер Хунцикер, 1942.
Универзална дефиниција је призната од Међународног удружења експерата за туризам 1971. године, иако се односи само за стране туристе.
Разликују се два периода у развоју туризма као друштвено-економске појаве: епоха туризма привилегованих класа и епоха савременог туризма.

## Туриста
Туриста се најчешће дефинише као привремени посетилац који је напустио место сталног боравка и борави у другом (туристичком) месту најмање 24 часа и не више од годину дана, мотивисан разлозима одмора, забаве и разоноде, спорта и рекреације, културе, екологије, обављања пословних комуникација, затим из здравствених разлога, ради учествовања на аматерским спортским такмичењима и културним и уметничким манифестацијама аматерског карактера, при кружним путовањима бродом и троши сопствена новчана средства која је зарадио у месту сталног боравка; при чему у време кретања и боравка троши средства која је зарадио у месту сталног боравка.
Да би се дефиниција туристе побољшала, на Конференцији УН 1963. (У Риму) уведена су још и појмови ексурзиста и привремени посетилац.
- Екскурзиста је особа која не борави у неком месту више од 24 часа.
- Привремени посетилац је особа која борави у неком месту више од 24 часа, а мање од годину дана.

Под појмом туриста се не сматрају следеће врсте особа:
- Студенти и ђаци који желе да са школују у месту привременог боравка.
- Особе које желе да се баве неким послом у месту привременог боравка.
- Особе које желе трајно да се настане у месту привременог боравка.

### Водичи за туристе
Данас је међу туристима врло популаран и књига-водич, који снабдевају путника са значајним информацијама о преноћиштима, знаменитостима, ценама, фразама у домаћем језику и сличним корисним информацијама. Међу такве водиче спадају књиге Лонли Планета (енгл. Lonely Planet), Летсгоа (Let's Go), Мишлена (Michelin), ...

## Историја туризма
Имућни људи су одувек путовали у удаљене делове света да би видели славне грађевине или друга уметничка дела; да би научили нове језике или да би се упознали са другим културама. Некада давно у времену Римске републике места као што су Баија била су популарна приморска одмаралишта за богате.
Прво организовано путовање везано је за име Томаса Кука. Он је организовао превоз 570 туриста, који је 1841. године требало да учествују на конгресу. Тада је први пут добијен попуст у цени групног путовања. Кук је предложио железници своју услугу у организацији и бољој искоришћености овог превозног средства уз пружање повољне цене превоза. Тако је Кук изнајмио целу композицију и организовао превоз путника. За учеснике је обезбедио чај и свечану музику, а цена овог аранжмана по особи је износила један шилинг. Прво путовање око Света, Кук је организовао 1871. године.
Туризам се до 19. вијека базирао само на периоду љета, те у зимском периоду није било веће посјећености туристичких одредишта. То се мијења 1864. године, када су у швајцарском градићу Санкт Морицу ударени темељи зимског туризма, од када и планинске дестинације, планински и зимски туризам постају једне од водећих грана туризма.
Појмови турист и туризам први пут су званично коришћени 1937. године од стране Лиге народа. Туризам је дефинисан као путовање људи на 24 сата или дуже у неку земљу у којој нема сталан боравак. Уз наведену дефиницију су наведене четири групе особа, које се сматрају туристима. То су они који путују у сврху разоноде, затим особе које иду на скупове у вези са мисијама било које врсте, особе на пословним путовањима, као и особе на морским крстарењима, макар њихов боравак био краћи од 24 часа. Ову дефиницију је усвојила после рата и Међународна организација службених туристичких организација на састанцима у Даблину 1950. и Лондону 1957. године са једном допуном, да су студенти и омладина у пансионима и на школовању у иностранству укључени у туристе.

## Развој и трендови
Туризам је савремена и масовна друштвено-економска, али не и нова појава. Његов развој почиње оног тренутка када су се истовремено стекла три основна услова за свако туристичко кретање:
1. слободно време - време у коме је могуће бавити се туризмом
2. новчана средства - вишак новца потребан за бављење туризмом
3. инфраструктура - објекти који служе за угошћавање туриста

Током времена јављали су се застоји у развоју туризма, међу последњим је и онај везан за нападе 11. септембра 2001. године и терористичке претње већим туристичким дестинацијама као што су Бали и Европски градови. Неке познате туристичке дестинације, укључујући Коста дел Сол, Балеарска острва и Канкун, изгубили су своју популарност као туристичка места, с променом светских туристичких трендова. У овом контексту, прекомерна изградња и уништење природне средине често повезаним са традиционалним типом туризма („сунце и море“) може довести до значајног деградирања туризма на тој дестинацији. Овако нешто се десило познатом шпанском летовалишту Коста Брава, које је 60-их и 70-их година било синоним за овакав тип туризма, данас се туристичка индустрија овог места суочава са великом кризом.
Када је 26. децембра 2004. године, изазван земљотресом у Индијском океану, цунами погодио приобалне државе, погинуло је на десетине хиљада људи, а међу њима и велики број туриста. Ово, заједно са огромном операцијом чишћења приобалног подручја од последица цунамија, је зауставило или значајно успорило развој туризма у овом подручју.
Светска туристичка организација предвиђа да ће међународни туризам наставити да расте годишњом стопом од 4% * . До 2020. Европа ће и даље остати најпопуларнија туристичка дестинација, али њен удео ће опасти са 60% у 1995. на 46%. Број путовања на дуже стазе ће расти мало брже од међурегионалних и до 2020. њихов удео ће порасти са 18% у 1995. на 24 процента.
Свемирски туризам би требало да добије значајнији удео у првој четвртини 21. века, мада у поређењу са традиционалним видовима туризма, број туриста у орбити ће остати мали све док технологије као што је свемирски лифт не учине пут у свемир исплативијим.
Градиће се подводни хотели, као што је Хидрополис, који би требало да се отвори у Дубаију током 2006. Неки футуристи очекују да ће се градити покретне хотелске платформе које се могу привремено монтирати било где на планети.

## Посебни облици туризма
Последњих деценија јавили су се разни облици туризма, од којих су многи постали веома популарни:
- Авантуристички туризам: туризам који укључује пут у сурове и неистражене крајеве, или екстремне спортове као што је алпинизам или планинарење.
- Бањски туризам - Бања Слатина у Републици Српској, БиХАгритуризам: рурални облик туризма
- Бањски туризам: обухвата бање, као места која се одликују израженим здравствено-рекреативним функцијама, услед богатства природним елементима (термоминерални извори, племенити гасови, пелоид, климатски елементи, вегетација)[2]
- Верски туризам: путовања на сакрална места се сматрају најстаријим обликом туризма. Од милијарду туристичких путовања годишње, свако пето је поклоничко.[3] Неки аутори, по мотивацији разликују: туристу-верника, који је заинтересован за учешће у верским светковинама, непосредан сусрет, израз поштовања према светом месту или одређеном светитељу, његовим моштима или упознавање са темељима своје вере, посебно ако живи у некој другој средини, док је верски туриста више налик едукативном или културном туристи, који оваква места посећује из радозналости, жеље за упознавањем. Верски туризам није сезонског карактера. Обично се ради о групним путовањима туриста исте вероисповести, уз пратњу стручног водича, у организацији неке туристичке агенције и сарадњи са црквом или верском организацијом.[4]
- Градски туризам: боравак и задржавање туриста у градским центрима, те коришћење различитих видова услуга у њима. Односи се на особе које нису њихови становници. У ширем смислу, градски туризам парцијално обухвата и многе друге врсте туризма: културни, религиозни, бањски, приморски, па и транзитни, мада сви они нису примарни мотив.[5]
- Дечји образовни туризам
- Екотуризам: одрживи облик туризма, који има минималан утицај на човекову околину
- Здравствени туризам: везан је за здравље и односи се на превенцију, рехабилитацију и лечење различитих обољења, помоћу природних фактора, као што су термална, морска вода, песак, уз пружање разних других услуга: спорт, рекреацију, здраву исхрану, разоноду, као и могућност коришћења услуга специјализованих здравствених установа.[6]
- Индустријски туризам
- Кампинг туризам
- Конгресни туризам
- Културни туризам
- Ловни туризам
- Наутички туризам: укључује пловидбу објектима различитих врста и категорија и испуњавање других садржаја на свратишта током путовања. За потребе наутичког туризма користе се прихватни (наутичка сидришта, привезишта, пристаништа) и пловни објекти.[7]
- Планински туризам
- Приморски туризам
- Пословни туризам: укључује сва путовања чија је сврха повезана с путовањима запослених или пословним интересима. Пословни туризам обухвата: индивидуална пословна путовања, сусрете (конгресе, семинаре, конференције и др.), потицајна путовања (инсентиве), сајмове и излагања. Највећи број пословних путовања траје до три дана, а у ријетким случајевима и до седам.
- Риболовни туризам
- Сеоски туризам:Cеоски туризам спада у релативно нове туристичке производе. У ужем смислу, сеоски туризам се односи на посету туриста селима и сеоским (пољопривредним) газдинствима.У ширем смислу овај производ се односи на жељу туриста да посматрају сеоске пределе, стил живота, фолклор, дух села, и слично.
- Свемирски туризам
- Транзитни туризам